# Nachal Eliša
Nachal Eliša nebo jen Eliša (hebrejsky: נח"ל אלישע, podle biblické postavy proroka Elíšy, anglicky: Nahal Elisha nebo Elisha) je neobydlená izraelská osada a základna izraelské armády na Západním břehu Jordánu v distriktu Judea a Samaří a v Oblastní radě Bik'at ha-Jarden.

## Geografie
Nachází se v nadmořské výšce cca 270 metrů pod úrovní moře, v jižní části Jordánského údolí na okraji aglomerace palestinského města Jericho, necelé 3 kilometry severovýchodně od jeho centra a nedaleko silnice číslo 90.

## Dějiny
V březnu 1982 zde vznikla osada Nachal Eliša. Šlo o osadu typu nachal - tedy kombinace vojenského a civilního sídla. Výhledově se počítalo s jejím převodem na běžnou, ryze civilní osadu, ve které mělo domov najít šedesát rodin, přičemž třicet se jich sem mělo nastěhovat v 1. fázi. 5. října 1983 tak rozhodla izraelská vláda. Jenže civilní osada zde nikdy nevznikla.
Během 90. let 20. století v souvislosti se vznikem Palestinské autonomie se Nachal Eliša navíc ocitla v těsné blízkosti území aglomerace Jericha kontrolované Palestinskou autonomií. Osada se tak změnila na pouhou malou vojenskou základnu izraelské armády. Na počátku druhé intifády na podzim 2000 se okolí Nachal Eliša stalo místem bojů mezi izraelskou armádou a palestinskými ozbrojenci. Během této přestřelky zde byl zabit izraelský důstojník Amir Zohar. Izraelská armáda pak odpověděla ostřelováním Jericha z vrtulníků. V následujících letech na počátku 21. století se o trvalou přítomnost na základně Nachal Eliša pokoušela skupina nábožensky založených Izraelců. Vydržela tu sedm měsíců. Na oslavy svátku Pesach se tu sešlo 120 lidí. Pak ale nový velitel základny neumožnil v pokračování přítomnosti civilistů.